# Brigada Al-Jansaa
La Brigada Al-Jansaa (en árabe: لواء الخنساء) es una unidad policial o religiosa compuesta exclusivamente por mujeres leales al grupo terrorista Estado Islámico (ISIS), el cual opera de facto en la capital de Al Raqa y Mosul.

## Historia
Creada a comienzos de 2014, y aparentemente llamada así por Al-Jansa -una célebre poetisa árabe del siglo VII durante los inicios del Islam-, se desconoce el nivel de extensión del grupo ni cómo se sostiene. Es única en el mundo islámico, donde otros regímenes con sistemas similares de policía religiosa (como en Arabia Saudita), son los hombres quienes imponen la hisbah hacia las mujeres, en el Estado Islámico no se han extendido más allá de Al Raqa, lo que hace que para un observador se pregunte si la brigada en un truco publicitario que tendrá una corta vida.
Un oficial de ISIS, Abu Ahmad, dijo en 2014: «hemos establecido la brigada para generar conciencia en nuestra religión entre las mujeres, y castigar a aquellas que no cumplan con la ley» La unidad también ha sido llamada como la 'policía moral' de ISIS.
Las mujeres que no salen con un acompañante o no están completamente cubiertas en pública, son sometidas a arrestos y palizas por parte de Al-Jansaa. Como ejemplo de los delitos castigados y sentencias administradas por al-Jansaa fueron las de dos mujeres en Al Raqa en 2015, donde recibieron 20 latigazos por no ajustar debidamente sus abayas, 5 latigazos por usar maquillaje al interior de sus abayas, y otros 5 por no ser lo «suficientemente sumisas cuando fueron detenidas».
La brigada tiene sus propias instalaciones para prevenir la mezcla entre hombres y mujeres. Las mujeres poseen un rango etario de entre 18 y 25 años, y reciben un salario mensual de 25 000 libras sirias. De acuerdo a los desertores entrevistados por Sky News, Al-Khansaa incluye mujeres extranjeras. Las recultas son entrenadas durante un mes. Su sueldo estima "entre £70 y £100 por mes". Las integrantes poseen armas y pueden ser combatientes (muchas mujeres europeas que luchan en la línea del frente) o mujeres que "vigilan las calles y se ocupan de los asuntos locales" (cuyos miembros tienden a ser de ascendencia árabe).
De acuerdo a una fuente hostil hacia ISIS, las mujeres en territorios controlados por el Estado Islámico no pueden conducir ni poseer armas, pero aquellas que pertenecen a Al-Jansaa pueden realizar ambas cosas. En abril de 2017, el grupo publicó un vídeo de reclutamiento por mujeres hackers, quienes afirmaron haber hackeado más de 100 cuentas de redes sociales hasta el mes pasado. También ha habido reportes de infiltración de miembros de este grupos dentro de campamentos de refugiados iraquíes.